# Hyposoter caedator
Hyposoter caedator là một loài tò vò trong họ Ichneumonidae.